# スーパーマン&ロイス
『スーパーマン＆ロイス』（原題：Superman & Lois）は、2021年2月23日にThe CWで放送が始まったDCコミックスの「スーパーマン」と「ロイス・レイン」に基づくアメリカ合衆国の実写テレビシリーズ。独自の世界を舞台とする作品だが、シェアード・ユニバース「アローバース」と製作者・出演者・劇中設定が共通している。

## あらすじ
ともに世界を脅かす悪人や街を破壊する怪物たちと戦ってきたスーパーマンことクラーク・ケントとロイス・レイン。固く結ばれた二人は、やがて夫婦となった。
時は流れ、クラークとロイスは14歳になった双子の息子 ジョナサンとジョーダンを連れ、長年住んだメトロポリスからクラークの故郷 スモールビルへと引っ越す。
長閑な田舎町で古い友人たちと再会し、新しい生活を始めるケント一家だが、鋼鉄の男と敏腕記者の家族に平穏な時間は続かない。
ジョーダンの身体に発現していく父親から継がれし超能力、冷酷な大物事業家 モーガン・エッジの暗躍、スーパーマンを敵視する鋼鉄のアーマーを身にまとった謎の男の出現……ただでさえ大変な子育てとティーン・エイジャーの日々は大変さを増していく。

## 沿革

### 番組放送開始前
2016年6月6日
　『SUPERGIRL/スーパーガール』シーズン2にクラーク・ケント／スーパーマンが登場することが報じられた。
2016年6月16日
　タイラー・ヘックリンがクラーク・ケントを演じることが報じられた。
2016年10月10日～2017年5月22日
　『SUPERGIRL/スーパーガール』シーズン2が放送された。タイラー・ヘックリン演じるクラーク・ケントは計4話登場した。
2018年8月22日
　クロスオーバー・イベント『エルスワールド』にタイラー・ヘックリン演じるクラーク・ケントが再登場し、更にロイス・レインも登場することが報じられた。
2018年9月14日
　エリザベス・トゥロックがロイス・レインを演じることが報じられた。
2018年12月9日～11日
　全3話のクロスオーバー・イベント『エルスワールド』が放送された。
2019年春
　トッド・ヘルビングがシーズン2から務めていた『THE FLASH/フラッシュ』のショーランナーの任をシーズン5で降りると決めたところに、アローバースの製作を統括するグレッグ・バーランティから「新しいスーパーマンの番組を引き受けないか」と電話がかかった。ヘルビングはその電話を光栄に思い、番組を引き受けることにした。
2019年7月19日
　クロスオーバー・イベント『クライシス・オン・インフィニット・アース』で、タイラー・ヘックリンが『SUPERGIRL/スーパーガール』世界のクラーク・ケントを、ブランドン・ラウスが『スーパーマン リターンズ』世界のクラーク・ケントを再演することが報じられた。
2019年7月22日
　エリザベス・トゥロックもクロスオーバー・イベント『クライシス・オン・インフィニット・アース』でロイス・レインを再演することが報じられた。
2019年10月28日
　タイラー・ヘックリン演じるクラーク・ケントとエリザベス・トゥロック演じるロイス・レインを主人公とする『スーパーマン＆ロイス』の計画が発表された。
2019年12月8日～2020年1月14日
　全5話のクロスオーバー・イベント『クライシス・オン・インフィニット・アース』が放送された。
2020年1月14日
　The CWで『スーパーマン＆ロイス』の制作が正式に決定したことが報じられた。
2020年5月14日
　『スーパーマン＆ロイス』と『BATWOMAN/バットウーマン』にクロスオーバーの計画があることが報じられた。
2021年1月15日
　『BATWOMAN/バットウーマン』とのクロスオーバーの計画が中止となったことが報じられた。

### 番組放送開始以降
2021年2月23日
　The CWで『スーパーマン＆ロイス』シーズン1の放送が始まった。
2021年3月2日
　『スーパーマン＆ロイス』がシーズン2へ更新されることが報じられた。
2021年8月17日
　The CWで『スーパーマン＆ロイス』シーズン1 最終話（第15話）が放送された。
2022年1月11日
　The CWで『スーパーマン＆ロイス』シーズン2の放送が始まった。
2021年3月22日
　『スーパーマン＆ロイス』がシーズン3へ更新されることが報じられた。
2022年4月3日
　日本にてNHKで『スーパーマン＆ロイス』シーズン1の二ヶ国語放送が始まった。
2022年4月19日
　外伝コミック『EARTH-PRIME #2: SUPERMAN & LOIS』が発行された。
2022年6月28日
　The CWで『スーパーマン＆ロイス』シーズン2 最終話（第15話）が放送された。
2022年8月24日～9月7日
　ジョナサン・ケント役のジョーダン・エルサスが精神衛生上の理由で降板した。代役にはマイケル・ビショップが選ばれた。
2023年3月14日
　The CWで『スーパーマン＆ロイス』シーズン3の放送が始まった。
2023年6月12日～14日
　ワーナー・ブラザースやThe CWの経営立て直しによってアローバース作品が相次いで終了していく中、『スーパーマン＆ロイス』がシーズン4へ更新されることが報じられた。しかし、シーズン4は制作費が大幅削減され、話数が全10話に、更にサム・レイン役のディラン・ウォルシュ、ラナ・ラング・クッシング役のエマニュエル・シュリーキー、カイル・クッシング役のエリック・バルデス、サラ・クッシング役のインディ・ナヴァレッテ、ストレンジャー役のウォレ・パークス、ナターシャ・アイアンズ役のテイラー・バック、クリッシー・ベッポ役のソフィア・ハスミクの計7名が降板するという。
2023年6月27日
　The CWで『スーパーマン＆ロイス』シーズン3 最終回（第13話）が放送される。

## 出演者
○＝メイン、◇＝リカーリング、ゲスト＝△
| 出演者                     | 役名                                                  | 出演したシーズン | 出演したシーズン | 出演したシーズン | 日本語吹替 |
| 出演者                     | 役名                                                  | 1                | 2                | 3                | 日本語吹替 |
| -------------------------- | ----------------------------------------------------- | ---------------- | ---------------- | ---------------- | ---------- |
| タイラー・ヘックリン       | - クラーク・ケント - カル＝エル（漆黒のスーパーマン） | ○                | ○                | ○                | 玉木雅士   |
| エリザベス・トゥロック     | - ロイス・レイン - ロイス・レイン（アイアンズの妻）   | ○                | ○                | ○                | 加藤忍     |
| ジョーダン・エルサス       | - ジョナサン・ケント                                  | ○                | ○                |                  | 野津山幸宏 |
| マイケル・ビショップ       | - ジョナサン・ケント                                  |                  |                  | ○                |            |
| アレックス・ガーフィン     | - ジョーダン・ケント                                  | ○                | ○                | ○                | 畠山航輔   |
| ディラン・ウォルシュ       | - サム・レイン                                        | ○                | ○                |                  | 木下浩之   |
| エマニュエル・シュリーキー | - ラナ・ラング＝クッシング                            | ○                | ○                |                  | 進藤尚美   |
| エリック・バルデス         | - カイル・クッシング                                  | ○                | ○                |                  | 勝杏里     |
| インディ・ナヴァレッテ     | - サラ・クッシング                                    | ○                | ○                |                  | 川勝未来   |
| ジョセリン・ピカード       | - ソフィー・クッシング                                | ◇                | ◇                |                  | 山下音彩   |
| ウォレ・パークス           | - ジョン・ヘンリー・アイアンズ                        | ○                | ○                |                  | 遠藤大智   |
| アダム・レイナー           | - タル＝ロー                                          | ○                | ○                |                  | 山内健嗣   |
| デヴィッド・ラムゼイ       | - ジョン・ディグル                                    | △                | △                |                  | 三宅健太   |

## 作中用語

### 場所
スモールビル Smallville
　主な舞台となるアメリカ合衆国のカンザス州ライス郡にある町。
　赤ん坊の頃にクリプトンから地球に来たクラークはここで育った。
　撮影地は、本作の前のThe CWのスーパーマン作品である『SMALLVILLE/ヤング・スーパーマン』と同じく、カナダのブリティッシュコロンビア州サレー市にあるクローバーデール。
　原案は、DCコミックスの「スモールビル」。

メトロポリス Metropolis
　新聞会社「デイリー・プラネット」があるアメリカ合衆国の大都市。
　大人になって故郷を離れたクラークが暮らしていたことから、スーパーマンの長年の拠点だった。
　原案は、DCコミックスの「メトロポリス」。

孤独の要塞 Fortress of Solitude
　北極圏にあるスーパーマンの秘密基地。

クリプトン Krypton
　クラークたちクリプトン人の母星で、太陽系外の巨大赤色恒星「ラオ」の惑星系にあった惑星。
　カル＝エルが生まれて間もなく爆発し、滅んだ。
　原案は、DCコミックスの「クリプトン」。

マルチバース Multiverse
　無数の「アース」と称されるユニバースの集合体。
　アースとアースの関係性は並行世界であり、あるアースの存在とよく似た別のアースの存在のことは「ドッペルゲンガー」と称される。
　マルチバースに存在するアースはクライシス・オン・インフィニット・アースで一度全て消滅したが、ヒーローたちの活躍によって「アース・プライム」を中心に無限のアースが再び生まれた。本作はそれらのアースのうちの一つを舞台としている。なお、タイラー・ヘックリン演じるスーパーマンとエリザベス・トゥロック演じるロイス・レインはアース・プライムにも存在している。
　本作の物語には、クライシス・オン・インフィニット・アースで消滅した「漆黒のスーパーマンが人々を蹂躙するアース」なども関わる。

### その他の用語
クリプトン人 Kryptonians
　「クリプトニアン」とも。クリプトンの人類。
　黄色恒星の下では怪力や飛行、銃弾をも弾く肉体、透視、目から放射する熱線、物体を凍結させる吐息などの能力を発揮できる。一方で、クリプトナイトによって体調が著しく変化する。

クリプトナイト Kryptonite
　クリプトン由来の放射性鉱物。様々な種類が存在する。
　緑色の「グリーン・クリプトナイト」は、クリプトン人を弱体化させ、最悪の場合死に至らしめる。
　黄色の「Xクリプトナイト」は、グリーン・クリプトナイトとは対照的な性質を持ち、地球人にクリプトン人と同じ能力を授ける。
　原案は、DCコミックスの「クリプトナイト」。

エラディケーター Eradicator
　保存したクリプトン人の意識を地球人に移植することができるクリプトンの機械。
　本来はクラークの実母であるラーラ・ロー＝ヴァンがクリプトンの救済の為に発明したものだが、ゼータ＝ローとタル＝ローによって地球侵略に利用される。
　原案は、DCコミックスの「エラディケーター」。

スモールビル・ガゼット Smallville Gazette
　スモールビルの地元の新聞会社。
　従業員は編集長のクリッシー・ベッポとロイスの二人のみ。

デイリー・プラネット Daily Planet
　メトロポリスの大手新聞会社。
　クラークはスモールビルからメトロポリスに来てここに就職し、そしてロイスと出会った。
　シーズン1 第1話にてエッジに買収され、クラークは解雇に、ロイスもエッジに不利な記事を書けなくなったことから退職した。

アーガス A.R.G.U.S.
　ケント家と交流のあるジョン・ディグルが所属しているアメリカ合衆国の機関。

## 製作

### 企画
本作はショーランナーを務めるトッド・ヘルビングから「神話の後」と呼ばれている。ヘルビングは「ロイスとクラークが結婚していて10代の息子が2人いるというバージョンはなかった」とし、本作で「今まで語られたことのない物語」を「今まで語られたことのない方法」で探求するという。
物語にはヘルビング自身の人生経験が取り入れられている。クラークとロイスの2人の子供は、娘と息子にすることも検討されたが、ヘルビング自身が「2人の全く異なる男の子」の父親である為、最終的に2人の息子となった。物語の主な舞台となるカンザス州の町「スモールビル」についても、大不況で経済的困難に直面したヘルビングの故郷から着想を得て、苦境に陥っている町という設定となった。
また、スーパーマンの物語には「三角関係」が重要な要素であるとヘルビングが考えていることから、本作の物語には様々な「三角関係」が織り込まれている。その三角関係とは、従来なら「クラーク、スーパーマン、ロイス」であったが、本作なら例えば「クラーク、ロイス、クラークの元恋人であるラナ」、「人々を守るスーパーマンであるクラーク、ロイス、ロイスの父で国を守る軍人であるサム」、「ジョナサン、ジョーダン、サラ」である。ヘルビングは「クラークが不倫をすることは絶対にない」と断った上で、複雑な関係性から生じるドラマはとても興味深いものだと述べる。
ヘルビングはスーパーマンの登場する家族ドラマを作りたいと思い、グレッグ・バーランティと『エバーウッド』や『フライデー・ナイト・ライツ』のような番組についてよく話し合った。

### 映像
ケーブル局や配信サービスの作品との競合を目指し、本作では画面の縦横比から撮影技法、家や農場のデザインに至るまで、劇場作品のような取り組み方で制作が行なわれている。
パイロット・エピソードの監督 リー・トランド・クリーガーと撮影監督 ギャビン・ストラザーズ、そしてヘルビングは、『インターステラー』『天国の日々』『マン・オブ・スティール』『フライデー・ナイト・ライツ』から着想を得て、本作の色調を本作の地に足の着いた作風と中西部の町の貧しい状況を反映させた土っぽくて落ち着いたものに定めた。また、The CWを説得し、通常は劇場作品用のアナモルフィックレンズを使って、ワイドスクリーンのアスペクト比での撮影を行なった。
上記のことについて、クリーガーは「自分たちはスーパーヒーローの風景にちょっとしたギアチェンジが必要だと話した。テレビでは今、『ザ・クラウン』『マインドハンター』『エスケープ・アット・ダンネモラ』など劇場作品並の素晴らしい作品が制作されている。『THE FLASH/フラッシュ』シーズン1や『ARROW/アロー』シーズン1とはまるで違う」と述べている。

## 評価
シーズン1の評価は、レビュー・アグリゲーターのRotten Tomatoesでは44件のレビューで支持率は86%、平均点は7.60/10となった。Metacriticでは16件のレビューを基に加重平均値が65/100となった。

## アローバース作品との連動要素
本作は、『THE FLASH/フラッシュ』の製作者に手掛けられ、主人公を『SUPERGIRL/スーパーガール』と同じ俳優が演じていたり、『ARROW/アロー』の出演者が同じ役でゲスト出演したり、劇中にクロスオーバー・イベント『クライシス・オン・インフィニット・アース』での出来事への言及があったりと、製作者・出演者・劇中設定がシェアード・ユニバース「アローバース」と共通しているものの、アローバースの主要な世界である「アース・プライム」ではなく独自の世界を舞台としている。
しかし、当初はアース・プライムを舞台とし、他のアローバース作品との連動要素を盛り込む予定があった。やがて、新型コロナウイルス感染症の世界的流行によってクロスオーバーの制作が困難になったことも影響して、より多くの視聴者が受け入れやすい作品を目指すことになり、連動要素は削除されるに至った。連動要素がないことはショーランナーであるトッド・ヘルビングにとっても当初は気がかりなことであったが、『SUPERGIRL/スーパーガール』のショーランナーであるロバート・ロブナーとジェシカ・ケラーからは「心配することはない」と諭されたという。そして、ヘルビングとDCコミックス社はシーズン1の制作中に話し合いをし、本作の舞台をアース・プライムとしない決定をした。
もっとも、この決定はDCコミックス社によって伏せられ、番組公式アカウントは本作をアース・プライムを舞台とする作品として広報し、ヘルビングはインタビューで他のアローバースの作品から変更となった本作の設定について説明する際に「クライシス・オン・インフィニット・アースの影響である」と事実に反する説明をした。本作の舞台がアース・プライムではない別の世界であることはシーズン2 最終話になって劇中で明かされた。
一方で、シーズン2の放送期間中に発行された本作の外伝を含む全6号のコミック・シリーズ『EARTH-PRIME』では、謎の人物 マゴッグによってアース・プライムに連れてこられた漆黒のスーパーマンがアース・プライムのヒーローたちと対決する物語が描かれた。

## エピソード一覧

### シーズン1 (2021年)
| 話数 | タイトル                                           | 日本語版タイトル         | 米国放送日    |
| ---- | -------------------------------------------------- | ------------------------ | ------------- |
| 1    | Pilot                                              | パワーの目覚め           | 2021年2月23日 |
| 2    | Heritage                                           | 引き継いだもの           | 2021年3月2日  |
| 3    | The Perks of Not Being a Wallflower                | 人気者であることの特権   | 2021年3月9日  |
| 4    | Haywire                                            | 波乱の幕開け             | 2021年3月16日 |
| 5    | The Best of Smallville                             | スモールビルの良心       | 2021年3月23日 |
| 6    | Broken Trust                                       | パワーの代償             | 2021年5月18日 |
| 7    | Man of Steel                                       | 鋼鉄の男                 | 2021年5月25日 |
| 8    | Holding the Wrench                                 | 無力な自分               | 2021年6月1日  |
| 9    | Loyal Subjekts                                     | 忠実なるサブジェクト     | 2021年6月8日  |
| 10   | O Mother, Where Art Thou?                          | 母との再会               | 2021年6月15日 |
| 11   | A Brief Reminiscence In-Between Cataclysmic Events | つかの間の追憶           | 2021年6月22日 |
| 12   | Through The Valley Of Death                        | たとえ死の谷を歩むとも   | 2021年7月13日 |
| 13   | Fail Safe                                          | 非常手段                 | 2021年7月20日 |
| 14   | The Eradicator                                     | エラディケイター         | 2021年8月10日 |
| 15   | Last Sons of Krypton                               | クリプトン最後の息子たち | 2021年8月17日 |

### シーズン2 (2022年)
| 話数 | タイトル                        | 米国放送日    |
| ---- | ------------------------------- | ------------- |
| 16   | What Lies Beneath               | 2022年1月11日 |
| 17   | The Ties That Bind              | 2022年1月18日 |
| 18   | The Thing in the Mines          | 2022年1月25日 |
| 19   | The Inverse Method              | 2022年2月1日  |
| 20   | Girl... You'll Be a Woman, Soon | 2022年2月22日 |
| 21   | Tried and True                  | 2022年3月1日  |
| 22   | Anti-Hero                       | 2022年3月8日  |
| 23   | Into Oblivion                   | 2022年3月22日 |
| 24   | 30 Days and 30 Nights           | 2022年3月29日 |
| 25   | Bizarros in a Bizarro World     | 2022年4月26日 |
| 26   | Truth and Consequences          | 2022年5月3日  |
| 27   | Lies That Bind                  | 2022年5月31日 |
| 28   | All Is Lost                     | 2022年6月7日  |
| 29   | Worlds War Bizarre              | 2022年6月21日 |
| 30   | Waiting for Superman            | 2022年6月28日 |

### シーズン3 (2023年)
| 話数 | タイトル                               | 米国放送日    |
| ---- | -------------------------------------- | ------------- |
| 31   | Closer                                 | 2023年3月14日 |
| 32   | Uncontrollable Forces                  | 2023年3月21日 |
| 33   | In Cold Blood                          | 2023年3月28日 |
| 34   | Too Close to Home                      | 2023年4月4日  |
| 35   | Head On                                | 2023年4月11日 |
| 36   | Of Sound Mind                          | 2023年4月25日 |
| 37   | Forever and Always                     | 2023年5月2日  |
| 38   | Guess Who's Coming to Dinner           | 2023年5月9日  |
| 39   | The Dress                              | 2023年5月23日 |
| 40   | Collision Course                       | 2023年5月30日 |
| 41   | Complications                          | 2022年6月6日  |
| 42   | Injustice                              | 2023年6月20日 |
| 43   | What Kills You Only Makes You Stronger | 2023年6月27日 |

### シーズン4 (2024年)
| 話数 | タイトル                 | 米国放送日     |
| ---- | ------------------------ | -------------- |
| 44   | The End & The Beginning  | 2024年10月7日  |
| 45   | A World Without          | 2024年10月7日  |
| 46   | Always My Hero           | 2024年10月14日 |
| 47   | A Perfectly Good Wedding | 2024年10月21日 |